# Al-Masry Sporting Club
L'Al-Masry Sporting Club (in arabo المصري al-Masrī, "l'egiziano") è una società calcistica egiziana di Porto Said, fondata il 18 marzo 1920. Milita nella Prima Divisione, la massima divisione del campionato egiziano di calcio.
Primo presidente fu il l'egiziano Ahmed Bek Hosny. Il club gioca allo stadio di Porto Said, un impianto che ha una capacità di 18.000 spettatori.

## Storia
Il Masry Port Said venne fondato nel 1920 dopo la rivoluzione egiziana del 1919 per affermare l'identità nazionale del popolo di Porto Said contro i club delle comunità straniere della città.
Il periodo d'oro del club fu tra il 1932 al 1948, in cui vinse 3 Coppe del Sultano Hussein (1933, 1934, 1937) e 17 volte il campionato della regione del canale di Suez. Fu uno dei membri fondatori della Prima Divisione egiziana. Il miglior risultato del club fu la vittoria della Coppa d'Egitto nel 1998.
Dopo la strage di Port Said del 1º febbraio 2012, in cui rimasero uccisi 74 tifosi dell'Al-Ahly, il campionato 2011-2012 venne annullato, e il club decise di non iscriversi al campionato successivo per rispetto delle vittime. Il Tribunale Arbitrale dello sport, però, ristabilì la loro licenza per la stagione 2013-14.

## Stemma e colori sociali
Lo stemma dell'Al-Masry è stato disegnato il 1980 da Abdel-Aal Mohammad Abdel-Aal, membro del club in quel periodo e professore presso la facoltà di arti applicate. Lo stemma è deriva dalle collane di Tutankhamon, faraone simbolo dell'Egitto.
I colori sociali dell'Al-Masry derivano dall'originaria bandiera dell'Egitto dopo la rivoluzione egiziana del 1919. La storia del colore risale al 1920, quando la divisa era verde e bianca.

## Presidenti
| Numero | Nome                      | dal            | al          |
| ------ | ------------------------- | -------------- | ----------- |
| 1      | Ahmed Bek Hosny           | 1920           | 1925        |
| 2      | Mohamed El-Tobshy         | 1925           | 1930        |
| 3      | Awad Bek Fakosa           | 1930           | 1935        |
| 4      | Ibrahim Youssef Lehita    | 1935           | 1940        |
| 5      | Abd El Rahman Pasha Lotfi | 1940           | 1964        |
| 6      | Gen. Khalil Tarman        | 1964           | 1967        |
| 7      | Abd El Hamid Hussien      | 1971           | 1974        |
| 8      | Mohamed Moussa            | 1974           | 1978        |
| 9      | Ahmed Fouad El-Makhzangy  | feb 1978       | dic 1979    |
| 10     | Gen. Ibrahim El-Mor       | mag 1980       | ago 1980    |
| 11     | El Sayed Metwaly          | 1980           | 1988        |
| -      | Gen. Ibrahim El-Mor       | 1988           | 1989        |
| -      | El Sayed Metwaly          | 1989           | 1991        |
| 12     | Adel El-Gazar             | mar 1991       | mag 1991    |
| -      | El Sayed Metwaly          | 1991           | 1997        |
| 13     | Kamel Abou Aly            | Aug 1997       | Dec 1997    |
| 14     | Abd El wahab Kouta        | gen 1998       | 2002        |
| -      | El Sayed Metwaly          | Sep 2002       | 2008        |
| 15     | Aly Fragallah             | 2008           | 2009        |
| -      | Kamel Abou Aly            | 2009           | 2013        |
| 16     | Yasser Yahia              | 2014           | Luglio 2015 |
| 17     | Samir Halabia             | 23 luglio 2015 | in carica   |

## Allenatori
- Mahmoud El-Gohary
- Ferenc Puskás (1979-1982)
- Wojciech Łazarek (1º luglio 1992 - 30 giugno 1993)
- Ahmed Rifaat (9 luglio 1996 - 26 ottobre 1996)[1]
- Michael Krüger (1º gennaio 1998 - 31 ottobre 1998)
- Mohsen Saleh (12 ottobre 1998 - 10 dicembre 1998)
- Zlatko Kranjčar (1º febbraio 1999 - 30 giugno 2000)
- Mahmoud Abou-Regaila (1º agosto 2000 - 26 novembre 2001)
- Abdul-Aziz Abdul-Shafi (27 novembre 2001 - 1º luglio 2002)
- Tarek Soliman (9 dicembre 2001 - 28 gennaio 2002)
- Fuad Muzurović (1º luglio 2002 - 30 dicembre 2002)
- Farouk Gaafar (1º luglio 2004 - 1º dicembre 2004)
- Otto Pfister (1º luglio 2005 - 22 settembre 2005)
- Alexandru Moldovan (agosto 2006 - settembre 2006)
- Mohamed Omarzozo (28 settembre 2006 - marzo 2007)
- Tarek Soliman (interim) (1º aprile 2007 - 30 giugno 2007)
- Helmy Toulan (1º luglio 2007 - 1º novembre 2007)
- Hossam Hassan (29 febbraio 2008 - 28 dicembre 2008)
- Tarek Soliman (interim) (28 dicembre 2008 - 11 febbraio 2009)
- Bertalan Bicskei (11 febbraio 2009 - 29 agosto 2009)

- Anwar Salama (29 agosto 2009 - 24 gennaio 2010)
- Theo Bücker (29 gennaio 2010 - 4 maggio 2010)
- Mohammed Helmy (4 maggio 2010 - 26 maggio 2010)
- Mokhtar Mokhtar (1º giugno 2010 - 26 novembre 2010)
- Alaa Mayhoob (ad interim) (27 novembre 2010 - 16 dicembre 2010)
- Alain Geiger (16 dicembre 2010 - 6 aprile 2011)
- Tarek El Sawy (6 aprile 2011 - 4 maggio 2011)
- Taha Basry (4 maggio 2011 - 13 luglio 2011)
- Talaat Youssef (17 luglio 2011 - 15 gennaio 2012)
- Hossam Hassan (15 gennaio 2012 - 13 maggio)
- Sabry El-Menyawy (18 agosto 2013 - 21 gennaio 2014)
- Anwar Salama (22 gennaio 2014 - 14 maggio 2014)
- Tarek Soliman (ad interim) (14 maggio 2014 - 13 luglio 2014)
- Tarek Yehia (13 luglio 2014 - 16 dicembre 2014)
- Juan José Sánchez Maqueda (20 dicembre 2014 - 28 aprile 2015)
- Mokhtar Mokhtar (28 aprile 2015 - 24 luglio 2015)
- Hossam Hassan (25 luglio 2015 - 28 ottobre 2018)
- Ehab Galal (15 dicembre 2018 - 20 febbraio 2020)
- Tarek El Ashry (20 febbraio 2020 - 31º agosto 2020)
- Ali Maher (31 agosto 2020 - in carica)

## Capitani
| - 01- Ali Mabrouk - 02- Hassan Al-Deeb - 03- Helmi Mostafa - 04- Abdulrahman Fawzi - 05- Mohammed Hassan - 06- Mohammed Gouda - 07- Hamdeen Al-Zamek - 08- Aly Helal - 09- El-Sayed El-Tabei - 10- El-Sayed Ali - 11- Munir Gerges (Al-lewy) - 12- Adel Al-Gazar - 13- Mohamed Shahen - 14- Aboud El Khodary - 15- Mosaad Nour |  | - 16- Tarek Soliman - 17- Mostafa Abul-Dahab - 18- El-Sayed Eid - 19- Ali Al-Said - 20- Talaat Mansour - 21- Ibrahim El-Masry - 22- Mohamed Omar (Al-Ako) - 23- Amr Al-Desoky - 24- Abdallah Ragab - 25- Hossam Hassan - 26- Karim Zekri - 27- Mohamed Gouda - 28- Mohamed Ashour El-Adham - 29- Akwety Mensah - 30- Amr Al-Desoky |  | - 31- Mohamed Ashour El-Adham - 32- Osama Azab - 33- Ahmed Fawzi - 34- Karim Zekri - 35- Mohamed Ashour El-Adham - 36- Osama Azab - 37- Islam Salah |

## Strutture

### Stadio
L'Al-Masry si allena presso il campo El Sayed Metwaly e disputa le partite interne allo stadio Al Masry Club, già noto come stadio di Porto Said, impianto da 18 000 posti usato dalla squadra dal 1955.

## Palmarès

### Competizioni nazionali
- Coppa d'Egitto: 1

1998
- Coppa del Sultano Hussein: 3

1933, 1934, 1937
- Coppa della Federazione egiziana: 1 (record)

1992

### Competizioni regionali
- Campionato del Canale: 17 (record)

1932, 1933, 1934, 1935, 1936, 1937, 1938, 1939, 1940, 1941, 1942, 1943, 1944, 1945, 1946, 1947 ,1948

### Altri piazzamenti
- Campionato egiziano:

Terzo posto: 1950-1951, 1952-1953, 1979-1980, 1980-1981, 1998-1999, 1992-1993, 2000-2001, 2017-2018
- Coppa d'Egitto:

Finalista: 1926-1927, 1929-1930, 1944-1945, 1946-1947, 1953-1954, 1956-1957, 1982-1983, 1983-1984, 1988-1989, 2016-2017
Semifinalista: 2023-2024
- Coppa del Sultano Hussein:

Finalista: 1938
- Coppa della Federazione egiziana:

Finalista: 1989
- Coppa delle Coppe d'Africa:

Semifinalista: 1999
- Coppa CAF:

Semifinalista:
- Coppa della Confederazione CAF:

Semifinalista: 2018
- Coppa delle Coppe d'Africa:

1999: semifinalista
- Coppa del Nordafrica:

2009: semifinalista
- Champions League araba

1999: terzo posto
2007: primo turno

## Organico

### Rosa 2021-2022
| N. |                      | Ruolo | Calciatore          |
| -- | -------------------- | ----- | ------------------- |
| 1  | Egitto (bandiera)    | P     | Ahmed Daador        |
| 2  | Egitto (bandiera)    | D     | Alaa Atta           |
| 4  | Palestina (bandiera) | D     | Mohammed Saleh      |
| 5  | Egitto (bandiera)    | C     | Farid Shawky        |
| 6  | Egitto (bandiera)    | C     | Hagag Ouiss         |
| 8  | Egitto (bandiera)    | C     | Amr Mossa           |
| 10 | Egitto (bandiera)    | C     | Ahmed Refaat        |
| 11 | Egitto (bandiera)    | C     | Mohamed Gaber       |
| 12 | Egitto (bandiera)    | D     | Ahmed Shedid Qenawi |
| 13 | Egitto (bandiera)    | D     | Islam Salah         |
| 14 | Egitto (bandiera)    | C     | Hussein Ragab       |
| 15 | Egitto (bandiera)    | A     | Ahmed Gomaa         |
| 16 | Egitto (bandiera)    | P     | Ahmed Massoud       |
| 17 | Nigeria (bandiera)   | A     | Austin Amutu        |

| N. |                    | Ruolo | Calciatore          |
| -- | ------------------ | ----- | ------------------- |
| 18 | Egitto (bandiera)  | C     | Mostafa Soltan      |
| 20 | Nigeria (bandiera) | C     | Emeka Christian Eze |
| 21 | Egitto (bandiera)  | A     | Mohamed Grendo      |
| 22 | Egitto (bandiera)  | D     | Karim El Eraki      |
| 23 | Egitto (bandiera)  | D     | Mahmoud Hamad       |
| 24 | Egitto (bandiera)  | D     | Ahmed Shousha       |
| 25 | Egitto (bandiera)  | C     | Islam Ateya         |
| 26 | Egitto (bandiera)  | C     | Mohamed Antar       |
| 27 | Egitto (bandiera)  | C     | Hassan Ali          |
| 29 | Egitto (bandiera)  | C     | Ayman Nada          |
| 30 | Egitto (bandiera)  | P     | Essam Tharwat       |
| 31 | Egitto (bandiera)  | P     | Mohamed Shehata     |
| 34 | Egitto (bandiera)  | C     | Zyad Farag          |
|    | Egitto (bandiera)  | D     | Ahmed Alaa          |

### Rosa 2011-2012
| N. |                   | Ruolo | Calciatore                |
| -- | ----------------- | ----- | ------------------------- |
| 1  | Ghana (bandiera)  | P     | George Owu                |
| 2  | Egitto (bandiera) | D     | Ahmed Fawzi               |
| 4  | Egitto (bandiera) | D     | Bahaa Ahmed               |
| 6  | Egitto (bandiera) | D     | Mohamed Hafez             |
| 7  | Egitto (bandiera) | D     | Osama Azab                |
| 9  | Egitto (bandiera) | A     | Ahmed Osman               |
| 10 | Egitto (bandiera) | C     | Wagih Abdel-Azim          |
| 11 | Egitto (bandiera) | C     | Hazem Aref                |
| 12 | Egitto (bandiera) | D     | Ahmad Shedid Qinawi       |
| 13 | Egitto (bandiera) | D     | Amr El-Desouky (capitano) |
| 14 | Egitto (bandiera) | A     | Mohamed Fahim             |
| 15 | Egitto (bandiera) | D     | Ahmed Shawky              |
| 17 | Egitto (bandiera) | A     | Ibrahim El-Helaly         |
| 19 | Egitto (bandiera) | D     | Mohamed El-Hadidi         |
| 22 | Egitto (bandiera) | C     | Mohamed Ashour El-Adham   |
| 23 | Egitto (bandiera) | C     | Mohamed Morgan            |

| N. |                   | Ruolo | Calciatore            |
| -- | ----------------- | ----- | --------------------- |
| 26 | Egitto (bandiera) | A     | Mohamed Khalefa       |
| 27 | Egitto (bandiera) | C     | Haidar Abu Bakr       |
| 32 | Egitto (bandiera) | P     | Ahmed El Shenawy      |
| 33 | Egitto (bandiera) | C     | Mohamed Ibrahim       |
| 35 | Egitto (bandiera) | P     | Haitham Mohamed       |
|    | Egitto (bandiera) | P     | Abdullah El-Baghddady |
|    | Egitto (bandiera) | D     | Hamdy Zaky            |
|    | Egitto (bandiera) | D     | Yasser Ali            |
|    | Egitto (bandiera) | C     | Ahmed Hafez           |
|    | Egitto (bandiera) | C     | Samir El-Tamimi       |
|    | Egitto (bandiera) | C     | Mahmoud Samir II      |
|    | Egitto (bandiera) | C     | Mohamed Gouda         |
|    | Egitto (bandiera) | A     | Islam Shokry          |
|    | Ghana (bandiera)  | A     | Nana Icheon           |
|    | Egitto (bandiera) | P     | Amir Abdelhamid       |